# Pseudaclytia popayanum
Pseudaclytia popayanum är en fjärilsart som beskrevs av Paul Dognin 1902. Pseudaclytia popayanum ingår i släktet Pseudaclytia och familjen björnspinnare. Inga underarter finns listade i Catalogue of Life.